# Gillis Lundgren
Pour les articles homonymes, voir Lundgren.
Leif Gillis Arthur Lundgren, né le 26 août 1929 à Lund, et mort le 25 février 2016, est un designer suédois, particulièrement connu pour avoir travaillé pour Ikea et avoir conçu la gamme de meuble Billy. Il fut le 4e employé de l'entreprise.